# Comita I de Lacon-Zori
Comita I de Lacon-Zori (...–1116) fue juez de Arborea. De su gobierno no se conservan documentos ciertos. Tuvo una hija de nombre Leonor cerca de 1110. Sin herederos varones, con Comita I terminó la casa de los Lacon-Zori. Su hija Leonor se casó con el sucesor: Gonario II, dando inicio a la potente estirpe de los Lacon-Serra.